# Nati nel 1951/Giugno
| Questa pagina contiene informazioni ricavate automaticamente dalle voci biografiche con l'ausilio del template Bio e di un bot. L'aggiornamento è periodico e automatico e ricostruisce completamente la pagina. Se manca una persona in questa lista, sei pregato di non aggiungerla, ma accertati piuttosto che la sua voce biografica contenga il template Bio e che i dati anagrafici siano correttamente compilati. Se il template Bio manca, inseriscilo tu stesso o, in alternativa, metti l'avviso {{tmp\|Bio}} che ne segnala la mancanza. Se i dati riportati sono sbagliati, correggi direttamente la voce biografica; le modifiche saranno visibili in questa lista entro pochi giorni. Per chiarimenti vedi il progetto biografie. La lista contiene solo le 252 persone che sono citate nell'enciclopedia e per le quali è stato implementato correttamente il template Bio. Pagina aggiornata al 10 ago 2025. |

- 1º giugno - Dodi Battaglia, chitarrista, cantautore e compositore italiano
- 1º giugno - Giuseppe Bruscolotti, ex calciatore e dirigente sportivo italiano
- 1º giugno - Pierangelo Congiu, ex canoista italiano
- 1º giugno - Barnaba Yousif Benham Habash, vescovo cattolico iracheno
- 2 giugno - Gilbert Baker, artista e attivista statunitense († 2017)
- 2 giugno - Dennis Bell, ex cestista statunitense
- 2 giugno - Antonio Benítez Fernández, calciatore spagnolo († 2014)
- 2 giugno - Kenneth Chenault, dirigente d'azienda statunitense
- 2 giugno - Edgardo Codesal Méndez, ex arbitro di calcio messicano
- 2 giugno - Marina Confalone, attrice e regista teatrale italiana
- 2 giugno - Massimo Costa, regista italiano († 2004)
- 2 giugno - Jeanine Pirro, conduttrice televisiva statunitense
- 2 giugno - François Jullien, filosofo, grecista e sinologo francese
- 2 giugno - Miguel Keith, militare statunitense († 1970)
- 2 giugno - Maguy Marin, coreografa e ballerina francese
- 2 giugno - Arnold Mühren, allenatore di calcio e ex calciatore olandese
- 2 giugno - Larry Robinson, allenatore di hockey su ghiaccio e ex hockeista su ghiaccio canadese
- 2 giugno - Renato Roffi, allenatore di calcio e ex calciatore italiano
- 2 giugno - Patrizia Rossi, scrittrice italiana
- 2 giugno - Frank C. Turner, attore canadese
- 2 giugno - Michael E. Uslan, produttore cinematografico e sceneggiatore statunitense
- 3 giugno - Jill Biden, insegnante, scrittrice e filantropa statunitense
- 3 giugno - Don Dixon, pittore e illustratore statunitense
- 3 giugno - Satu Hassi, politica e scrittrice finlandese
- 3 giugno - Jean-Pierre Luminet, astrofisico, scrittore e poeta francese
- 3 giugno - Renato Marsiglia, ex arbitro di calcio e opinionista brasiliano
- 4 giugno - Francis Arnaiz, ex cestista filippino
- 4 giugno - Luiz Carlos Bezerra, ex giocatore di calcio a 5 brasiliano
- 4 giugno - Rita Good, ex sciatrice alpina svizzera
- 4 giugno - Mansoor Hekmat, filosofo, economista e politologo iraniano († 2002)
- 4 giugno - Eva Klotz, politica italiana
- 4 giugno - Bronisław Malinowski, siepista e mezzofondista polacco († 1981)
- 4 giugno - Roger Minton, ex calciatore inglese
- 4 giugno - Steve Park, attore e comico statunitense
- 4 giugno - Marco Risi, regista, sceneggiatore e produttore cinematografico italiano
- 4 giugno - Yvonne van Rooy, politica olandese
- 5 giugno - Manuel José Tavares Fernandes, calciatore e allenatore di calcio portoghese († 2024)
- 5 giugno - Ellen Foley, cantante e attrice statunitense
- 5 giugno - Marietta Giannakou, politica greca († 2022)
- 5 giugno - Mark Harelik, attore e commediografo statunitense
- 5 giugno - Silvio Longobucco, calciatore italiano († 2022)
- 5 giugno - Jean-Luc Monschau, ex cestista e allenatore di pallacanestro francese
- 5 giugno - Gaetano Sateriale, politico, sindacalista e saggista italiano
- 6 giugno - Odd Arild Amundsen, allenatore di calcio e ex calciatore norvegese
- 6 giugno - Ian Bowyer, ex calciatore e allenatore di calcio inglese
- 6 giugno - Chen Chien-jen, politico taiwanese
- 6 giugno - Milo De Angelis, poeta, scrittore e critico letterario italiano
- 6 giugno - Ralph Guggenheim, grafico e produttore cinematografico statunitense
- 6 giugno - Boris Lukomskij, ex schermidore sovietico
- 6 giugno - Geraldine McCaughrean, scrittrice britannica
- 6 giugno - Nazar Petrosyan, allenatore di calcio e ex calciatore sovietico
- 6 giugno - Carlos Pizarro Leongómez, guerrigliero e politico colombiano († 1990)
- 6 giugno - Michele Seccia, arcivescovo cattolico italiano
- 6 giugno - Noritake Takahara, pilota di Formula 1 giapponese
- 6 giugno - Erik de Beck, ex mezzofondista belga
- 7 giugno - Philip Davis, politico e avvocato bahamense
- 7 giugno - Fabio Giustarini, ex cestista italiano
- 7 giugno - Sean Haslegrave, calciatore inglese († 2019)
- 7 giugno - Ivan Jankov, ex lottatore bulgaro
- 7 giugno - Georg Müller, vescovo cattolico tedesco († 2015)
- 7 giugno - Philippe Poissonnier, ex ciclista su strada francese
- 7 giugno - Mike Ratliff, ex cestista statunitense
- 7 giugno - Anne Twomey, attrice statunitense
- 8 giugno - Barry Lynch, ex calciatore inglese
- 8 giugno - Miguel Ángel Moratinos, diplomatico e politico spagnolo
- 8 giugno - Cor Pot, allenatore di calcio e ex calciatore olandese
- 8 giugno - Tony Rice, chitarrista e musicista statunitense († 2020)
- 8 giugno - Kora, cantante polacca († 2018)
- 8 giugno - Bonnie Tyler, cantante britannica
- 9 giugno - Ismail Abilov, ex lottatore bulgaro
- 9 giugno - Lorraine Daston, storica e filosofa statunitense
- 9 giugno - Pete Gill, batterista britannico
- 9 giugno - James Newton Howard, tastierista e compositore statunitense
- 9 giugno - Françoise Nyssen, editrice e politica belga
- 9 giugno - Alessandro Pansa, poliziotto, dirigente pubblico e prefetto italiano
- 9 giugno - Harold Anthony Perera, vescovo cattolico singalese
- 9 giugno - Brian Taylor, ex cestista e allenatore di pallacanestro statunitense
- 10 giugno - Ben Clyde, ex cestista statunitense
- 10 giugno - Arecio Colmán, ex calciatore paraguaiano
- 10 giugno - Claude Dauphin, imprenditore francese († 2015)
- 10 giugno - Gottfried Döhn, ex canottiere tedesco
- 10 giugno - Dan Fouts, ex giocatore di football americano statunitense
- 10 giugno - Tom Fowler, bassista statunitense († 2024)
- 10 giugno - Alicia Giménez Bartlett, scrittrice spagnola
- 10 giugno - Lesley Mackie, attrice e cantante inglese
- 10 giugno - Isaac Amani Massawe, arcivescovo cattolico tanzaniano
- 10 giugno - Tony Mundine, ex pugile australiano
- 10 giugno - Hans Olsson, politico svedese
- 10 giugno - Burglinde Pollak, ex multiplista tedesca orientale
- 10 giugno - Jos Schipper, ex ciclista su strada olandese
- 10 giugno - Gom van Strien, politico olandese
- 11 giugno - Marijan Beneš, pugile jugoslavo († 2018)
- 11 giugno - Luigi Bergamaschi, allenatore di pallacanestro e dirigente sportivo italiano
- 11 giugno - Yasumasa Morimura, artista giapponese
- 11 giugno - Janet L. Robinson, giornalista e imprenditrice statunitense
- 12 giugno - Brad Delp, cantante statunitense († 2007)
- 12 giugno - Jamie Hendrie, ex rugbista a 15 e medico australiano
- 12 giugno - Andranik Margaryan, politico armeno († 2007)
- 12 giugno - Hans Niessl, politico austriaco
- 12 giugno - Silvio Sircana, politico e dirigente d'azienda italiano
- 12 giugno - Gyri Sørensen, ex sciatrice alpina norvegese
- 12 giugno - Sein Tin, ex calciatore birmano
- 13 giugno - Charlie Ahearn, regista, artista e scrittore statunitense
- 13 giugno - Peter Balakian, poeta statunitense
- 13 giugno - Howard Leese, chitarrista, tastierista e compositore statunitense
- 13 giugno - Janusz Lewandowski, politico polacco
- 13 giugno - Orlando Antonio Naranjo Villarroel, astronomo venezuelano
- 13 giugno - Antoni Pawlak, ex sollevatore polacco
- 13 giugno - Antonio Peña, messicano († 2006)
- 13 giugno - Fred Saunders, ex cestista e allenatore di pallacanestro statunitense
- 13 giugno - Stellan Skarsgård, attore svedese
- 13 giugno - Richard Thomas, attore statunitense
- 13 giugno - Mike Weaver, ex pugile statunitense
- 14 giugno - Pentti Korhonen, pilota motociclistico finlandese
- 14 giugno - Nancy Lane, attrice, ballerina e cantante statunitense
- 14 giugno - John Maclaren, attore canadese
- 14 giugno - Giovanni Martinelli, imprenditore e dirigente sportivo italiano († 2013)
- 14 giugno - Aleksandr Sokurov, regista russo
- 15 giugno - Álvaro Colom Caballeros, politico guatemalteco († 2023)
- 15 giugno - Andrej Lobusov, compositore di scacchi russo († 2010)
- 15 giugno - Andon Nikolov, ex sollevatore bulgaro
- 15 giugno - Todd Tiahrt, politico statunitense
- 15 giugno - Steve Walsh, cantante, tastierista e compositore statunitense
- 16 giugno - Charlie Dominici, cantante statunitense († 2023)
- 16 giugno - Roberto Durán, ex pugile panamense
- 16 giugno - Paul McGuinness, manager, produttore discografico e produttore cinematografico irlandese
- 16 giugno - Daniel McKee, politico statunitense
- 16 giugno - Giuseppe Vegas, politico italiano
- 17 giugno - Pasqualino Biafora, politico italiano
- 17 giugno - Joe Piscopo, attore statunitense
- 17 giugno - Luigi Serafini, cestista italiano († 2020)
- 17 giugno - Bob Sharpe, ex cestista canadese
- 17 giugno - Starhawk, scrittrice e attivista statunitense
- 17 giugno - Daniele Soragni, giornalista, autore televisivo e opinionista italiano
- 18 giugno - Salvatore Bellomo, wrestler italiano († 2019)
- 18 giugno - Malalin Bunnag, attrice thailandese († 2021)
- 18 giugno - Stephen Hopper, botanico australiano
- 18 giugno - Giorgio Lo Cascio, cantautore e giornalista italiano († 2001)
- 18 giugno - Jerry McNerney, politico e ingegnere statunitense
- 18 giugno - Steve Miner, regista e produttore cinematografico statunitense
- 18 giugno - Roberto Olla, giornalista e scrittore italiano
- 18 giugno - Gianni Pezzani, fotografo italiano
- 18 giugno - Gyula Sax, scacchista ungherese († 2014)
- 18 giugno - Giuseppe Siciliani, medico e politico italiano
- 18 giugno - Nobutaka Taguchi, ex nuotatore giapponese
- 18 giugno - Carlo Trigilia, sociologo italiano
- 19 giugno - Piermario Ciani, artista, fotografo e grafico italiano († 2006)
- 19 giugno - Gino D'Eliso, cantautore italiano
- 19 giugno - Thomas Jäger, ex schermidore tedesco
- 19 giugno - Spray Mallaby, attrice, cabarettista e cantante italiana
- 19 giugno - Francesco Moser, ex ciclista su strada e pistard italiano
- 19 giugno - Ayman al-Zawahiri, terrorista egiziano († 2022)
- 19 giugno - Roland Solère, fisioterapista francese
- 19 giugno - Lutz Unger, ex nuotatore tedesco orientale
- 20 giugno - Peter Gordon, compositore statunitense
- 20 giugno - Tress MacNeille, doppiatrice statunitense
- 20 giugno - Paul Muldoon, poeta britannico
- 20 giugno - Guillermo Márquez, ex cestista messicano
- 20 giugno - Stefan Regmunt, vescovo cattolico polacco
- 20 giugno - Guido Toffoletti, musicista italiano († 1999)
- 20 giugno - Bruce Wilson, ex calciatore canadese
- 21 giugno - Greet Buyle, politica belga
- 21 giugno - Miguel Ángel Gamboa, ex calciatore cileno
- 21 giugno - Alan Hudson, ex calciatore inglese
- 21 giugno - Maristella Lippolis, scrittrice italiana
- 21 giugno - Nils Lofgren, musicista, cantautore e polistrumentista statunitense
- 21 giugno - Achille Passoni, politico e sindacalista italiano
- 21 giugno - Mona-Lisa Pursiainen, velocista finlandese († 2000)
- 21 giugno - Ed Rotberg, autore di videogiochi statunitense
- 21 giugno - Vladimir Černyšëv, pallavolista e allenatore di pallavolo sovietico († 2004)
- 22 giugno - Alì Farzat, attivista e disegnatore siriano
- 22 giugno - Lucio Fasolato, dirigente sportivo, allenatore di calcio e ex calciatore italiano
- 22 giugno - Craig Gruber, bassista statunitense († 2015)
- 22 giugno - Gerald Levinson, compositore statunitense
- 22 giugno - Lucio Montanaro, attore e comico italiano
- 22 giugno - Rosario Murillo, politica, attivista e scrittrice nicaraguense
- 22 giugno - Patrick Revelli, ex calciatore francese
- 22 giugno - Dori Seda, fumettista statunitense († 1988)
- 22 giugno - Lanfranco Vaccari, giornalista italiano
- 23 giugno - Ylljet Aliçka, scrittore e sceneggiatore albanese
- 23 giugno - Laurențiu Dumănoiu, pallavolista rumeno († 2014)
- 23 giugno - Dominique Khalfouni, ex ballerina francese
- 23 giugno - Zdeněk Kos, ex cestista cecoslovacco
- 23 giugno - Jim Metzler, attore statunitense
- 23 giugno - Michèle Mouton, ex pilota di rally e dirigente sportivo francese
- 23 giugno - Emiko Okuyama, politica giapponese
- 23 giugno - Eva Piršelová, ex cestista cecoslovacca
- 23 giugno - Sergej Skripal', ex agente segreto sovietico
- 24 giugno - Giuseppe Giovanni Battaglia, poeta, drammaturgo e scrittore italiano († 1995)
- 24 giugno - Giovanni Bottiroli, filosofo italiano
- 24 giugno - Raelene Boyle, ex velocista australiana
- 24 giugno - Gabriele Cimadoro, politico italiano
- 24 giugno - Lorenzo Del Boca, giornalista e saggista italiano
- 24 giugno - Juan Manuel Fernández Ochoa, ex sciatore alpino spagnolo
- 24 giugno - Ivar Formo, fondista, orientista e dirigente sportivo norvegese († 2006)
- 24 giugno - Stephen Jefferies, ex ballerino e direttore artistico britannico
- 24 giugno - Mark Klastorin, doppiatore statunitense († 2012)
- 24 giugno - David Rodigan, disc jockey britannico
- 24 giugno - Werner Sele, ex slittinista liechtensteinese
- 24 giugno - Charles Sturridge, regista britannico
- 24 giugno - Myint Swe, generale e politico birmano († 2025)
- 24 giugno - Markku Tuokko, discobolo e pesista finlandese († 2015)
- 25 giugno - Ernest Dickerson, regista, direttore della fotografia e sceneggiatore statunitense
- 25 giugno - Stuart Robert Glass, avventuriero e velista canadese († 1978)
- 25 giugno - John M. Paxton Jr., generale statunitense
- 25 giugno - Emmanuel Sanon, allenatore di calcio e calciatore haitiano († 2008)
- 25 giugno - Lee Wilkof, attore statunitense
- 26 giugno - Andrzej Bek, ex pistard polacco
- 26 giugno - Pamela Bellwood, attrice televisiva statunitense
- 26 giugno - John Connolly, ex rugbista a 15 e allenatore di rugby a 15 australiano
- 26 giugno - Robert Davi, attore, regista e cantante statunitense
- 26 giugno - Maurits De Schrijver, ex calciatore belga
- 26 giugno - Elio Gandolfi, cantante italiano
- 26 giugno - Clarence Hill, ex pugile bermudiano
- 26 giugno - Francesco Manenti, vescovo cattolico italiano
- 26 giugno - Eugenio Mazzarella, filosofo, politico e poeta italiano
- 26 giugno - Pippo Pagano, politico italiano
- 26 giugno - Larry Sharpe, wrestler irlandese († 2017)
- 26 giugno - Lieuwe de Boer, ex pattinatore di velocità su ghiaccio olandese
- 27 giugno - Ulf Andersson, scacchista svedese
- 27 giugno - Marco Calamai, allenatore di pallacanestro e ex cestista italiano
- 27 giugno - Julia Duffy, attrice statunitense
- 27 giugno - Leonard Fraser, serial killer australiano († 2007)
- 27 giugno - Sidney Gutierrez, ex astronauta statunitense
- 27 giugno - Corneliu Ion, ex tiratore a segno rumeno
- 27 giugno - Kevin Joyce, ex cestista statunitense
- 27 giugno - Mary McAleese, avvocato e attivista |Attività3 = politica irlandese
- 27 giugno - Bruno Tognolini, scrittore e sceneggiatore italiano
- 27 giugno - Alan Yarrow, banchiere e politico britannico
- 28 giugno - Walter Alva, archeologo peruviano
- 28 giugno - Jerry Calà, attore, comico e cabarettista italiano
- 28 giugno - Fabio Fossati, ex cestista e allenatore di pallacanestro italiano
- 28 giugno - Giuseppe Giuliano, vescovo cattolico italiano
- 28 giugno - Rolf Milser, ex sollevatore tedesco occidentale
- 28 giugno - Daniel Ruiz-Bazán, ex calciatore spagnolo
- 28 giugno - Kazumi Takada, calciatore giapponese († 2009)
- 28 giugno - Lalla Ward, attrice inglese
- 29 giugno - Janusz Brzozowski, ex pallamanista polacco
- 29 giugno - Pierpaolo De Giorgi, musicista, filosofo e poeta italiano
- 29 giugno - Patricia Duncker, scrittrice britannica
- 29 giugno - John Layton, dirigente sportivo, allenatore di calcio e calciatore inglese
- 29 giugno - Gian Filippo Reali, allenatore di calcio e ex calciatore italiano
- 29 giugno - Susanna Ronconi, brigatista, terrorista e saggista italiana
- 29 giugno - Don Rosa, fumettista e illustratore statunitense
- 29 giugno - Pier Paolo Scarrone, ex calciatore italiano
- 29 giugno - Don Zagier, matematico statunitense
- 30 giugno - Aldo Carosi, magistrato italiano
- 30 giugno - Stanley Clarke, bassista, polistrumentista e compositore statunitense
- 30 giugno - André Hazes, cantautore olandese († 2004)
- 30 giugno - Stephen Oswald, ex astronauta statunitense
- 30 giugno - Gianpiero Rosati, latinista e filologo classico italiano
- 30 giugno - Tubby Smith, allenatore di pallacanestro statunitense